# Pilocrocis guianalis
Pilocrocis guianalis là một loài bướm đêm trong họ Crambidae.